# Kulja
Kulja is een plaats in de regio Wheatbelt in West-Australië.

## Geschiedenis
Ten tijde van de Europese kolonisatie vormde de streek de grens tussen de leefgebieden van de Balardong Nyungah en de Kalamaia Aborigines. In 1836 verkende John Septimus Roe de streek. Schaapherders uit de vallei van de Avon trokken soms met hun schapen de streek in. Sandelhoutsnijders ontwikkelden er paden. In de jaren 1860 vestigden de eerste kolonisten zich permanent in de streek.
In de late jaren 1920 werd de Ejanding North-spoorweg aangelegd. Tegen 1928 hadden zich genoeg boeren in de streek gevestigd om er een dorp te ontwikkelen. In december dat jaar werd Kulja officieel gesticht. Het werd naar een nabijgelegen voor het eerst in 1908 op een landkaart vermelde kwel vernoemd. De naam is Aborigines van oorsprong maar de betekenis is niet bekend.
Van 1929 tot 1948 was er een schooltje actief. In 1932 werd aangekondigd dat er twee graanzuigers voor het vervoer van graan in bulk in Kulja zouden worden geplaatst. De dorpskern van Kulja is ondertussen verdwenen. Er wonen wel nog enkele landbouwers in de omgeving.

## Beschrijving
Kulja maakt deel uit van het lokale bestuursgebied (LGA) Shire of Koorda, een landbouwdistrict in de regio Wheatbelt. Tot ver in de 21e eeuw bleef Kulja een verzamel- en ophaalpunt voor de oogst van de in de streek bij de Co-operative Bulk Handling Group aangesloten graanproducenten. In de jaren 2010 kwam daar een eind aan.
In 2021 telde Kulja 20 inwoners, tegenover 93 in 2006.

## Bezienswaardigheid
Aan Mollerin Rock kan men kamperen en picknicken. Op het einde van de winter en in het begin van de lente kan men er een grote verscheidenheid aan wilde bloemen waarnemen. Vanop de rots heeft men een panoramisch uitzicht over de omgeving.

## Transport
Kulja ligt 253 kilometer ten noordoosten van de West-Australische hoofdstad Perth, 83 kilometer ten oosten van het aan de Great Northern Highway gelegen Pithara en 51 kilometer ten noorden van Koorda, de hoofdplaats van het lokale bestuursgebied waarvan het deel uitmaakt.
De spoorweg die langs Kulja loopt maakt deel uit van het goederenspoorwegnetwerk van Arc Infrastructure.